# 본토
본토(本土)는 어떤 국가의 영토 가운데 기본을 이루는 국토를 섬이나 식민지 등에 대한 상대적 개념으로 이르는 말이다. 대개는 섬을 제외한 육지 지역을 말하며, 섬나라인 경우는 가장 큰 섬을 말하기도 한다.

## 본토 용례

### 대륙별
- 아프리카 본토: 카보베르데, 코모로, 마다가스카르, 모리셔스, 상투메 프린시페, 세이셸 마요트(프랑스), 레위니옹(프랑스)의 관점에서
- 아시아 본토: 바레인, 브루나이, 키프로스(아크로티리 데켈리아, 북키프로스 포함), 동티모르, 인도네시아, 일본(오키나와현 포함), 몰디브, 필리핀, 싱가포르, 스리랑카, 중화민국 (진먼현, 마쭈 열도, 펑후현 포함), 안다만 니코바르 제도(인도), 크리스마스섬(오스트레일리아), 코코스 (킬링) 제도(오스트레일리아), 콜로아느섬+타이파섬(마카오), 동말레이시아(말레이시아), 하이난성(중화인민공화국), 홍콩섬(홍콩), 레이도구(홍콩), 제주도(대한민국), 락샤드위프 제도(인도), 사할린주(러시아)의 관점에서
  - 미래에 살와운하가 건설될 경우 카타르의 관점도 포함
- 유럽 본토: 키프로스, 아이슬란드, 아일랜드섬, 몰타, 영국 (건지섬, 맨섬, 저지섬 포함), 올란드 제도(핀란드), 페로 제도(덴마크), 얀마옌섬(노르웨이), 스발바르 제도(노르웨이), 코르시카(프랑스), 사르데냐(이탈리아), 시칠리아(이탈리아), 덴마크 제도(덴마크), 아소르스 제도(포르투갈), 마데이라 제도(포르투갈), 카나리아 제도(스페인), 발레아레스 제도(스페인), 고틀란드섬(스웨덴), 에스토니아 제도(에스토니아), 그리스 제도(그리스), 러시아 제도(러시아)의 관점에서
  - 또한 여러 유럽 국가들은 전 세계적으로 북아메리카, 남아메리카, 아프리카, 오세아니아, 아시아, 남극을 포함한 지역에 식민지와 전초 기지를 소유함을 참고
- 유럽 본토: 스칸디나비아반도의 관점에서
- 동남아시아 본토: 해양 동남아시아(Maritime Southeast Asia)의 관점에서

### 내부
- 미국 본토: 하와이주와 해외 영토를 제외한 지역을 말하며, 경우에 따라서는 알래스카주를 제외하기도 한다. 혼란을 피하기 위해 알래스카 주까지 제외하는 경우에는 '연접한 미국'(contiguous United States)이란 표현을 사용하며, '아래 48주'(lower 48)라고도 한다.
- 일본 본토: 일본은 6,852개의 섬으로만 이루어진 섬나라로, 일본 본토는 혼슈, 규슈, 시코쿠, 홋카이도의 4개 섬을 가리키는 말이다. 일본에서는 '내지'(內地)라고도 한다.

### 내부 (논란의 여지 있음)
- 타이완 본토
- 우크라이나 본토
- 영국 본토: 북아일랜드와 반대되는 의미로 사용됨

### 민족통일주의 지역
- 중국 본토: 홍콩과 마카오를 제외한 중국 대륙을 말하며, 중국에서는 보통 '내지'(內地)라고 한다. 한국에서는 동북 3성과 내몽고 자치구 등을 제외한 만리장성 이남 지역을 가리키는 의미로 쓰이기도 한다.
- 그리스 본토: 키프로스의 그리스 지역과 반대되는 의미로 사용됨
- 아일랜드 본토: 아일랜드 앞바다의 섬들과 반대되는 의미로 사용됨
- 한국 본토: 제주도 등 대한민국의 섬 및 조선민주주의인민공화국의 섬과 반대되는 의미로 사용됨

## 같이 보기
- 메인주
- 대만 문제